# Wish I Was Here
Wish I Was Here (bra: Lições em Família; prt: Dava Tudo Para Estar Cá) é um filme de comédia dramática estadunidense de 2014, dirigido por Zach Braff e coescrito com Adam J. Braff.
O filme é estrelado por Zach Braff, Donald Faison, Josh Gad, Kate Hudson, Jim Parsons, Ashley Greene, Joey King, Mandy Patinkin, e James Avery em seu último papel no cinema. O filme teve sua estreia mundial no Festival Sundance de Cinema de 2014 em 18 de janeiro de 2014. O filme será lançado nos cinemas em 18 de julho de 2014 por Focus Features.

## Sinopse
Aidan Bloom (Zach Braff), um ator, pai e marido que está tentando lutar em encontrar o propósito de sua vida, com a idade de 35 anos.

## Elenco
- Zach Braff como Aidan Bloom[4]
- Kate Hudson como Sarah Bloom[6]
- Joey King como Grace Bloom[7]
- Pierce Gagnon como Tucker Bloom[8]
- Mandy Patinkin como Saul Bloom[9]
- Josh Gad como Noah Bloom [10]
- Ashley Greene como Janine[11]
- Jim Parsons[4]
- Donald Faison[8]
- Phill Lewis como nerd
- James Avery

## Produção
Em 24 de abril de 2013 o diretor Zach Braff lançou a campanha Kickstarter para o seu novo filme de comédia Wish I Was Here para ganhar US$2 milhões para impulsionar seu projeto, baseado em seu próprio roteiro co-escrito com seu irmão Adam J. Braff. Cinematógrafo Larry Sher foi definido como um diretor de fotografia e os produtores Michael Shamberg e Stacey Sher foram estabelecidos para produzir o projeto do filme. A campanha arrecadou US$2 milhões em 3 dias após o projeto ser lançado. Em 15 de maio Worldview Entertainment entrou em cena para a lacuna financeira do projeto do filme e o projeto Kickstarter já arrecadou mais de $2.6 milhões. Em 24 de maio a campanha acabou para Braff com um montante de $3,105,473 financiado por 46,520 pessoas.
O filme teve sua estreia mundial no Festival Sundance de Cinema, em janeiro de 2014, 10 anos após a estreia do filme Garden State. Focus Features comprou os direitos de distribuição por $2.75 milhões.
Desde a sua inauguração em 18 de janeiro de 2014 no Festival Sundance de Cinema, foi anunciado que a comédia vai abrir no verão em 18 de julho de 2014 exclusivo em Nova Iorque e Los Angeles. "Wish I Was Here", então, expandiu seu alcance em 25 de julho e, novamente, em 1º de agosto.

### Elenco
Zach Braff e Jim Parsons já tinham sido revelados para estrelar próximo filme Kickstarter dos Braffs. Em 14 de maio de 2013 o ator Mandy Patinkin se juntou ao elenco do filme de comédia, interpretando Saul Bloom, o pai de Aidan Bloom. Braff vai desempenhar o papel de Aidan Bloom, um ator, marido e pai que está tentando lutar em encontrar o seu propósito. Josh Gad também se juntou ao elenco para fazer o papel do irmão de Aiden. Em 15 de maio Anna Kendrick se juntou ao elenco para interpretar Janine, uma jovem mulher em Cosplay. Kate Hudson também se juntou ao elenco do filme em 20 de maio; ela vai interpretar Sarah Bloom, esposa de Aidan Bloom. Em 2 de julho, Joey King foi adicionada ao elenco para interpretar Graça Bloom, a filha de 12 anos de Aidan e Sarah Bloom. Em 9 de julho, o ator mirim Pierce Gagnon foi adicionado ao elenco para interpretar Tucker Bloom, filho de Aidan e Sarah Bloom. Em 17 de julho, Ashley Greene se juntou ao elenco do filme para substituir Anna Kendrick como Janine.
Um publicitário de James Avery antes de sua morte no final de 2013, seu último filme foi a contribuição para Wish I Was Here.

### Filmagens
As filmagens para o filme levaram 25 dias, com início em 5 de agosto de 2013, em Los Angeles. As filmagens foram concluídas em 6 de setembro de 2013.

## Lançamento
Primeiro trailer do filme foi lançado em 9 de abril de 2014. O filme será lançado em 18 de julho de 2014 em cerca de 60 cinemas.

## Resposta da crítica
Wish I Was Here foi recebido com críticas mistas. No Rotten Tomatoes o filme possui uma classificação de 38% com base em 16 avaliações e no Metacritic o filme tem uma classificação de 38 100 com base em sete críticos, indicando opiniões "geralmente negativas".